# Cerkiew Zaśnięcia Matki Bożej w Căușeni

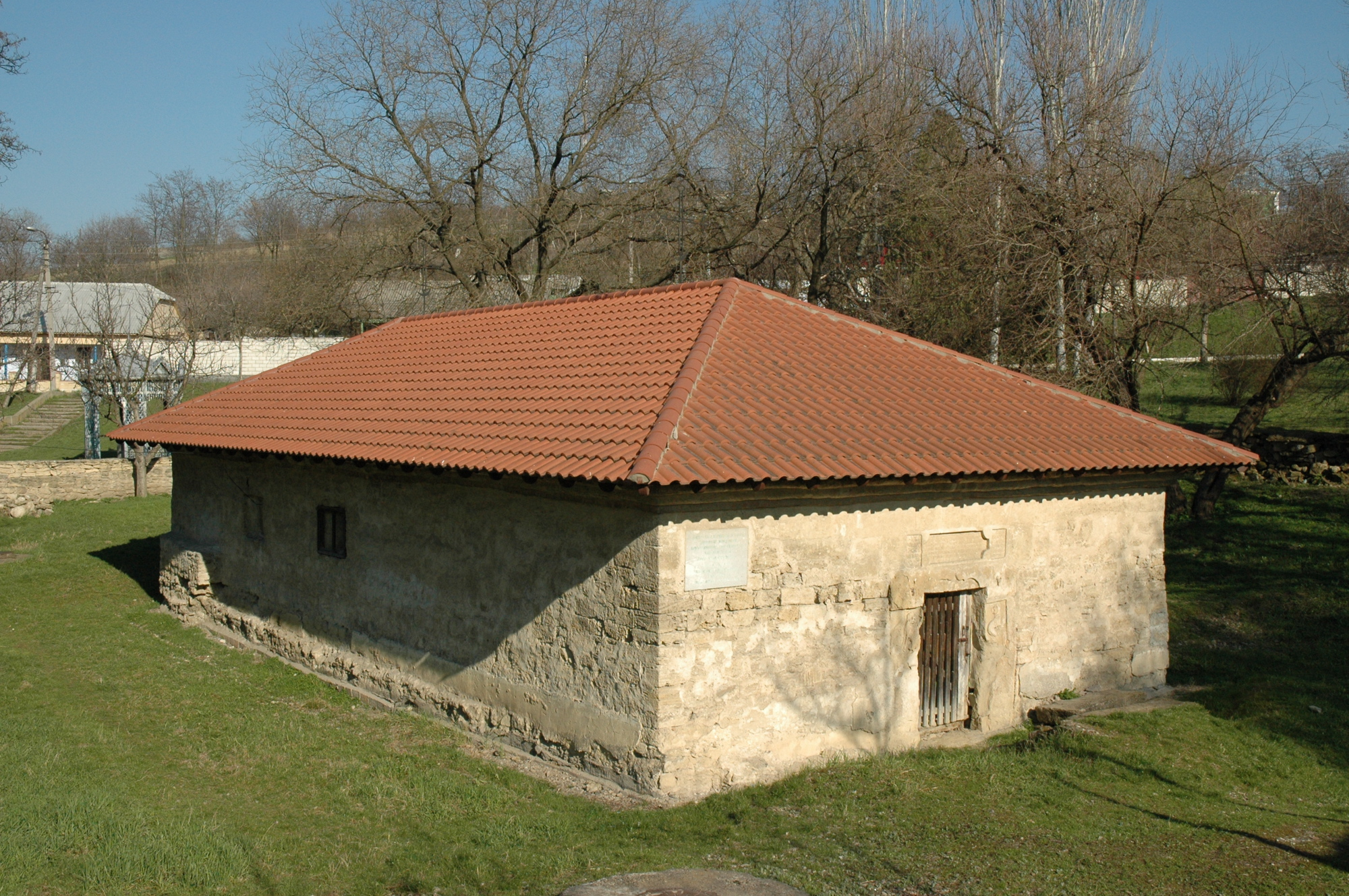
Widok cerkwi z zewnątrz

Cerkiew Zaśnięcia Matki Bożej (rum. Biserica Adormirea Maicii Domnului) – cerkiew w Căușeni. Jeden z najcenniejszych zabytków w granicach Republiki Mołdawii; w jej wnętrzu znajduje się najlepiej zachowany zespół malowideł ściennych w kraju.
Wieś Căușeni znajduje się na północy historycznego Budziaku – terytorium Hospodarstwa Mołdawii, które przeszło w 1538 r. pod administrację Turcji Osmańskiej i zostało włączone do ejaletu Silistry.
Cerkiew powstała prawdopodobnie pod koniec XVI lub na początku XVII stulecia, możliwe że w miejscu budowli XV-wiecznej. Posiada ona unikalną architekturę, będąc w połowie pod ziemią. Według legendy, muzułmańskie władze zezwoliły na budowę kościoła który nie będzie wyższy niż jeździec na koniu. Zaradni budowniczy postanowili więc umieścić część świątyni pod poziomem gruntu, przez co wnętrze jest większe niż na to wskazuje niepozorna konstrukcja na powierzchni.
Współczesną formę i wystrój świątynia uzyskała w latach 1763–1767 po gruntownej przebudowie zainicjowanej przez hospodara Grzegorza Callimacha i metropolitę Braiły Daniła. Znane są również imiona malarzy: Radul, Stanciu i Voicu.
Malowidła ścienne należą do ostatniego etapu rozwoju rodzimej sztuki mołdawskiej, choć stylistycznie są powiązane z wołoskim monasterem w Horezu. Przedstawieni zostali święci, w tym patron Mołdawii św. Jan Nowy, wywodzący się z Bizancjum motyw Deesis, rodzina Jezusa, a w przednawiu – podobnie jak w słynnych cerkwiach Bukowiny – malowidło fundacyjne.
Cerkiew jest jedynym tego typu obiektem zachowanym na południu historycznej Besarabii i jednym z najlepiej zachowanych zabytków sprzed aneksji regionu przez Rosję w 1812 r., zaś dekoracja malarska jest najlepiej zachowaną przedstawicielką stylu mołdawskiego na terenie dzisiejszej Republiki Mołdawii.